# Christ Church, Barbados
Christ Church este una dintre cele unsprezece parohii ale statului Barbados. Are o suprafață de 57 km² și se găsește în sudul insulei. Christ Church este una din șase parohii originale create în 1629 de către guvernatorul Sir William Tufton.
În regiune se află atât aeroportul internațional Sir Grantley Adams, cât și o mlaștină de mangrove, numită Graeme Hall Nature Sanctuary. Orașul principal din Christ Church este Oistins, un centru major de pescuit și capitala formală a parohiei.
O altă suprafață notabilă este Saint Lawrence Gap, abreviată și "The Gap", care este cea mai mare zonă turistică de pe insulă. Foarte multe cluburi și baruri din zonă sunt frecventate des de turiști și localnici.

## Geografie

### Orașe, sate și cătune
- Atlantic Shores
- Balls
- Bannatyne
- Bartletts
- Below Rock
- Blue Waters
- Boarded Hill
- Callendar
- Cave Hill
- Cane Vale
- Charnocks
- Chancery Lane
- Clapham
- Coverly
- Durants
- Dover
- Earling Grove
- Earling Park
- Edey
- Elizabeth Park
- Enterprise
- Fairview
- Fairy Valley Rock
- Frere Pilgrim
- Gall Hill
- Gibbons
- Gibbons Boggs
- Goodland
- Grame Hall
- Green Garden
- Hastings
- Hopewell
- Inch Marlowe
- Keizer Hill
- Kendal Hill
- Kent
- Kingsland
- Lead Vale
- Lodge Road
- Marine Gardens
- Maxwell
- Maxwell Coast
- Maxwell Hill
- Montrose
- Navy Gardens
- Newton
- Newtown Terrace
- Oistins
- Packers
- Paragon
- Parish Land
- Pegwell
- Pilgrim Place
- Pilgrim Road
- Providence
- Rendezvous Hill
- Regency Park
- Rockley
- Scarborough
- Sargeants Village
- Sayes Court
- Seaview
- Searles
- Searles Factory
- Searles Tenantry
- Sheraton Park
- Silver Hill
- Silver Sands
- Skeenes Hill
- Spencers
- St. Davids
- St. Lawrence
- St. Mathias
- St. Patricks
- Staple Grove
- Thornbury Hill
- Top Rock
- Vauxhall
- Walronds
- Warners
- Welches
- Wilcox
- Worthing
- Wotton

## Parohii vecine
- Saint George - Nord
- Saint Michael - Vest
- Saint Philip - Est